# فريدريش هيرافوس
فريدريش هيرافوس (بالألمانية: Friedrich Leybold) (و. 1827 – 1879 م) هو عالم نبات، وصيدلي، وعالم طبيعي من ألمانيا .
توفي في سانتياغو ، عن عمر يناهز 52 عاماً.